# Фінал кубка України з футболу 1999

«Динамо» (Київ), володар Кубку України

Фіна́л Ку́бка Украї́ни з футбо́лу 1999 — 8-й фінал Кубка України з футболу. Пройшов 30 травня 1999 року у Києві на «Олімпійському» стадіоні між київським «Динамо» та львівськими «Карпатами» .

## Шлях до фіналу
| Динамо     | Динамо         | Раунд      | Карпати      | Карпати            |
| ---------- | -------------- | ---------- | ------------ | ------------------ |
| Суперник   | Результат      |            | Суперник     | Результат          |
| СК «Одеса» | 2-4 (в гостях) | 1/8 фіналу | «Металург» М | 2-0 (вдома)        |
| СК «Одеса» | 4-0 (вдома)    | 1/8 фіналу | «Металург» М | 2-3 (в гостях)     |
| «Металіст» | 1-2 (в гостях) | 1/4 фіналу | «Ворскла»    | 2-3 (в гостях)     |
| «Металіст» | 3-0 (вдома)    | 1/4 фіналу | «Ворскла»    | 3-0 (вдома)        |
| «Зірка»    | 1-5 (в гостях) | Півфінал   | «Шахтар» Д   | 1-0 (вдома)        |
| «Зірка»    | 1-0 (вдома)    | Півфінал   | «Шахтар» Д   | 1-2 (в гостях) овт |

## Протокол матчу
| 30 травня 1999 р. +26 °C |

| «Динамо» (Київ)                         | 3:0      | «Карпати» (Львів) |
| --------------------------------------- | -------- | ----------------- |
| Шевченко 18' Белькевич 19' Шевченко 67' | протокол |                   |

| Київ, НСК «Олімпійський» Глядачів: 71 000 Арбітр: Василь Мельничук (Сімферополь) |

| Динамо:              |  |                       |     |     |
|                      |  |                       |     |     |
| ВР                   |  | Олександр Шовковський |     |     |
| ЗХ                   |  | Олег Лужний (к)       |     |     |
| ПЗ                   |  | Олександр Хацкевич    |     | 80' |
| ЗХ                   |  | Олександр Головко     |     |     |
| ЗХ                   |  | Владислав Ващук       | 40' |     |
| ЗХ                   |  | Юрій Дмитрулін        |     |     |
| ПЗ                   |  | Олексій Герасименко   |     |     |
| ПЗ                   |  | Валентин Белькевич    |     |     |
| ПЗ                   |  | Андрій Гусін          |     |     |
| НП                   |  | Андрій Шевченко       |     |     |
| НП                   |  | Сергій Ребров         |     | 79' |
| Заміни:              |  |                       |     |     |
| ПЗ                   |  | Сергій Кормильцев     |     | 80' |
| ПЗ                   |  | Сергій Серебренников  |     | 79' |
| Тренер:              |  |                       |     |     |
| Валерій Лобановський |  |                       |     |     |

| Карпати:       |  |                          |     |     |
|                |  |                          |     |     |
| ВР             |  | Богдан Стронціцький      |     |     |
| ЗХ             |  | Олександр Євтушок        |     |     |
| ЗХ             |  | Олександр Чижевський (к) |     | 24' |
| ПЗ             |  | Сергій Мізін             | 68' |     |
| ЗХ             |  | Юрій Беньо               |     |     |
|                |  | Микола Закотюк           | 17' |     |
|                |  | Любомир Вовчук           |     | 53' |
|                |  | Євген Назаров            |     | 62' |
|                |  | Олександр Паляниця       |     |     |
| НП             |  | Іван Гецко               |     |     |
| НП             |  | Роман Толочко            |     |     |
| Заміни:        |  |                          |     |     |
|                |  | Володимир Вільчинський   |     | 24' |
|                |  | Михайло Луцишин          |     | 53' |
|                |  | Сергій Ковалець          |     | 62' |
| Тренер:        |  |                          |     |     |
| Степан Юрчишин |  |                          |     |     |

| Особи - Асиситенти арбітра: - Володимир Петров (Харків) - Анатолій Олейнік (Сімферополь) - Четвертий арбітр: Сергій Шебек (Київ) | Правила матчу - Гра триває 90 хвилин. - 30 хвилин додаткового часу за необхідності. - Післяматчеві пенальті, якщо рахунок не змінився. - Сім гравців у запасі. - Максимум 3 заміни. |

| Володар Кубка України 1998/99 |
| ----------------------------- |
| «Динамо» (Київ) Вчетверте     |